# Sully (Oise)
Sully é uma comuna francesa na região administrativa de Altos da França, no departamento de Oise. Estende-se por uma área de 4,83 km². Em 2010 a comuna tinha 175 habitantes (densidade: 36,2 hab./km²).